# 咲來站

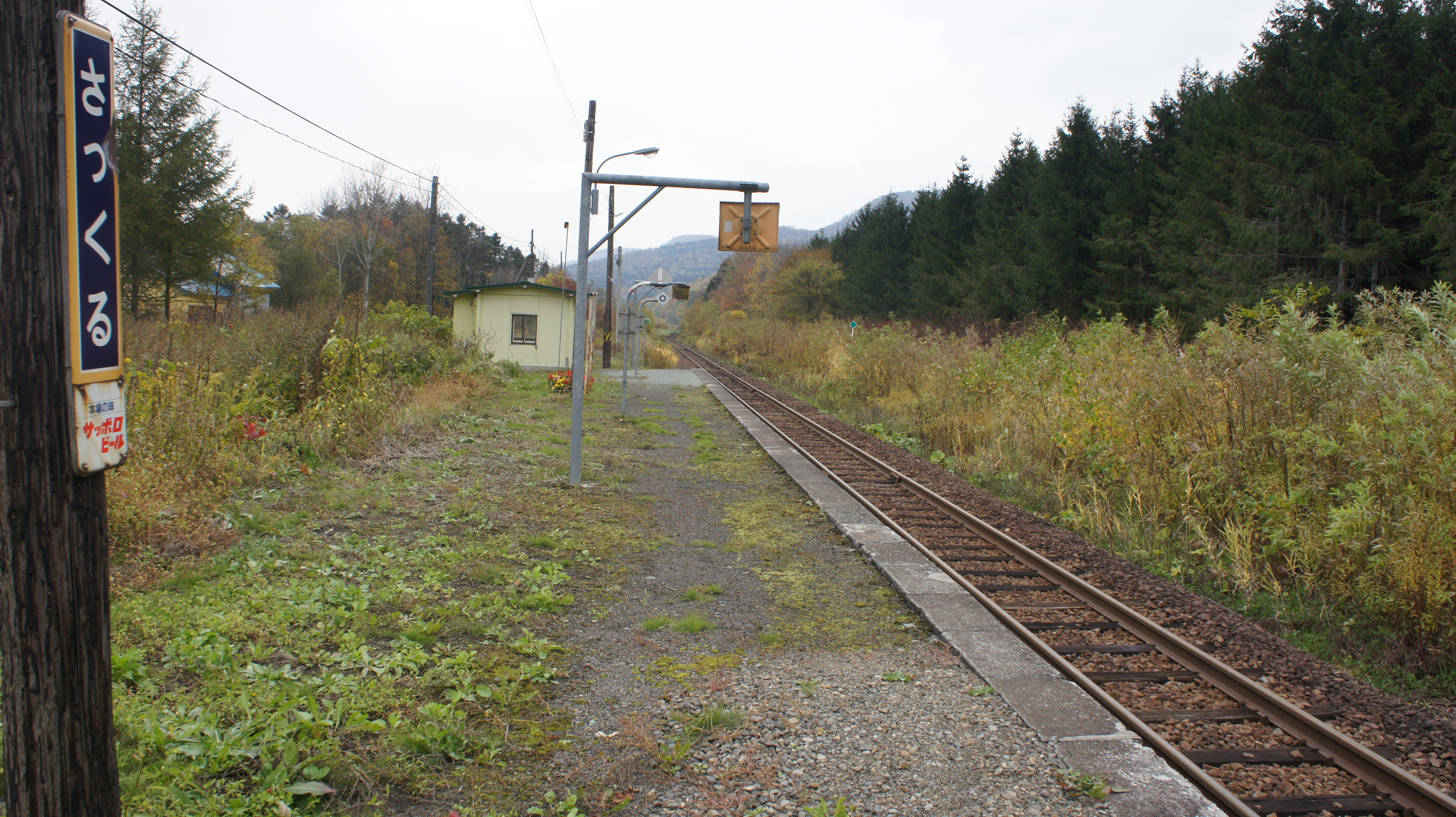
月台（2017年10月）

咲來站（日语：／ Sakkuru eki */?）是屬於北海道旅客鐵道宗谷本線的無人站，位於北海道中川郡音威子府村。車站編號為W60。電報略號為クル。

## 車站構造
本站過去為相對式月台2面2線的車站，現時則為側式月台1面1線，並設有候車室。

## 站名由來
站名源自阿伊努語中的「sak-ru」，意思為「夏天的道路」。因為此地是從天鹽川盆地獲取海產的重要道路。

## 車站周邊
本站坐落在咲來的市區地帶。在主要道路，有日本通運的大型建築物，在明治時代，因此地是開拓稚內的中轉站及鄂霍次克沿岸的枝幸町的交通樞紐而十分繁榮。
- 國道40號
- 天鹽川
- 音威子府村地區巴士「舊咲來社區中心」巴士站
- 咲來電單車旅館，由舊日本通運咲來辦公室改建而成。

## 歷史
- 1912年（大正元年）11月5日 - 日本國有鐵道之車站啟用。
- 1982年（昭和57年）11月15日 - 廢止貨物裝卸業務。
- 1984年（昭和59年）2月1日 - 取消行李托運業務。
- 1986年（昭和61年）11月1日 - 成為無人站。
- 1987年（昭和62年）4月1日 - 國鐵分割民營化，車站劃歸由JR北海道繼承。

## 相鄰車站
北海道旅客鐵道（JR北海道）
■宗谷本線
普通
（※）天鹽川溫泉（W59）－咲來（W60）－音威子府（W61）
（※）一部分列車通過天鹽川溫泉站。

## 外部連結
- （日語）JR北海道 – 咲來站（页面存档备份，存于）
- （日語）全驛參觀之旅（页面存档备份，存于）